# Кончетто
Кончетто (итал. concetto, мн. число concetti, англ. conceit, фр. pointe от лат. conceptio — понятие, соединение, выражение) — философский и литературный термин, появившийся в эпоху итальянского Возрождения. В эпоху барокко XVII—XVIII веков приобрёл значение эстетической категории. В философском смысле — «мысль, замысел, понятие», в литературном — вычурная метафора, утончённая, неожиданная, иногда остроумная, иногда безвкусная аналогия.
Последователи Франческо Петрарки разных стран, так называемые петраркисты, изощрялись в обыгрывании эпитетов и метафор, заимствованных из его любовных сонетов. Примеры: «губы-кораллы», «зубы-жемчуг», «щёки — лепестки роз». Затем кончетто начало развиваться в развёрнутые аналогии и метафоры (У. Аквилано, Лудовико Ариосто, Джамбаттиста Марино). Характерно для поэзии барокко (см.: Прециозная литература, Поэты-метафизики).
В истории изобразительного искусства слово «кончетто» вначале обозначало то же, что инвенция — литературная программа, изложение сюжета, сценарий произведения, как правило живописной картины, а также уличных шествий, фейерверков, аллегорических триумфальных композиций. Постепенно в русле эстетики стилей барокко и маньеризма формировалось иное значение: «остроумный замысел», основанный на изящной метафоре, поэтической аллегории, оксюморон и даже — «изящная брань, искусная грубость», характерные для барочного мироощущения.